# 琴姓
琴姓是中文姓氏之一，在明朝《百家姓续编》中排第482位。在现代是极罕见的姓氏。

## 起源
琴姓是以人名为姓氏。根据《通志·氏族略·以名为氏》中的记载，是春秋时卫国人琴牢的后代。

## 郡望
- 天水郡：汉元鼎三年置，今甘肃天水和陇西以东地区。

## 延伸阅读
[在维基数据编辑]
 《百家姓》
 《欽定古今圖書集成·明倫彙編·氏族典·琴姓部》，出自陈梦雷《古今圖書集成》